# 农宁安
农宁安（1974年9月—），云南富宁人，壮族，中国共产党党员。中华人民共和国政治人物、第十三届全国人民代表大会云南省代表。

## 生平
2018年，农宁安被选为云南省出席第十三届全国人民代表大会代表。